# Ronde van Polen 2004
De Ronde van Polen 2004 (Pools: Wyścig Dookoła Polski 2004) werd verreden van maandag 6 september tot en met zondag 12 september in Polen. Het was de 61ste editie van de rittenkoers, die in 2005 deel ging uitmaken van de UCI Europe Tour (categorie 2.1). De ronde telde acht etappes, en werd afgesloten met een individuele tijdrit over 19 kilometer. Titelverdediger was de Pool Cezary Zamana.

## Klassementsleiders
| Etappe    | Algemeen         | Punten        | Berg               | Tussensprint      | Combinatie  |
| 1         | Fabio Baldato    | Fabio Baldato | —                  | Tomasz Lisowicz   | —           |
| 2         | Daniel Majewski  | Allan Davis   | Daniel Majewski    | Marcin Sapa       | Allan Davis |
| 3         | Marcin Sapa      | Allan Davis   | Łukasz Podolski    | Kazimierz Stafiej | Allan Davis |
| 4         | Marcin Sapa      | Allan Davis   | Łukasz Podolski    | Bohdan Bondarjev  | Allan Davis |
| 5         | Marcin Sapa      | Allan Davis   | Marek Rutkiewicz   | Bohdan Bondarjev  | Allan Davis |
| 6         | Marek Rutkiewicz | Allan Davis   | Przemysław Niemiec | Bohdan Bondarjev  | Allan Davis |
| 7         | Hugo Sabido      | Allan Davis   | Przemysław Niemiec | Bohdan Bondarjev  | Allan Davis |
| 8         | Ondřej Sosenka   | Allan Davis   | Przemysław Niemiec | Bohdan Bondarjev  | Allan Davis |
| Eindstand | Ondřej Sosenka   | Allan Davis   | Przemysław Niemiec | Bohdan Bondarjev  | Allan Davis |

## Etappe-uitslagen

### 1e etappe
| Gdańsk – Gdynia (174,5 km) |                    |                      |          |
| Plaats                     | Naam               | Ploeg                | Tijd     |
| Winnaar                    | Fabio Baldato      | Alessio-Bianchi      | 3u46'44" |
| 2                          | Marcin Lewandowski | Action ATI           | z.t.     |
| 3                          | Artur Krzeszowiec  | Amore & Vita-Beretta | z.t.     |

### 2e etappe
| Tczew – Olsztyn (225,5 km) |                 |               |          |
| Plaats                     | Naam            | Ploeg         | Tijd     |
| Winnaar                    | Marcin Sapa     | Knauf-Mikomax | 5u05'42" |
| 2                          | Daniel Majewski | Grupa PSB     | z.t.     |
| 3                          | Hugo Sabido     | Milaneza Maia | +04' 46" |

### 3e etappe
| Ostróda – Bydgoszcz (204 km) |                    |                 |          |
| Plaats                       | Naam               | Ploeg           | Tijd     |
| Winnaar                      | Allan Davis        | Liberty Seguros | 4u31'32" |
| 2                            | Marcin Lewandowski | Action ATI      | z.t.     |
| 3                            | Ángel Edo          | Milaneza Maia   | z.t.     |

### 4e etappe
| Inowrocław – Kalisz (183 km) |               |                 |          |
| Plaats                       | Naam          | Ploeg           | Tijd     |
| Winnaar                      | Fabio Baldato | Alessio-Bianchi | 3u45'54" |
| 2                            | Hugo Sabido   | Milaneza Maia   | z.t.     |
| 3                            | Allan Davis   | Liberty Seguros | z.t.     |

### 5e etappe
| Oleśnica – Szklarska Poreba (229 km) |                   |                   |          |
| Plaats                               | Naam              | Ploeg             | Tijd     |
| Winnaar                              | Rinaldo Nocentini | Acqua & Sapone-CM | 5u25'42" |
| 2                                    | Florent Brard     | Chocolade Jacques | +00' 02" |
| 3                                    | Marek Rutkiewicz  | Action ATI        | z.t.     |

### 6e etappe
| Piechowice – Karpacz (166,5 km) |                   |                 |          |
| Plaats                          | Naam              | Ploeg           | Tijd     |
| Winnaar                         | Marek Rutkiewicz  | Action ATI      | 4u31'51" |
| 2                               | Allan Davis       | Liberty Seguros | +00' 35" |
| 3                               | Franco Pellizotti | Alessio-Bianchi | +00' 36" |

### 7e etappe
| Jelenia Góra – Karpacz (61 km) |                   |                   |          |
| Plaats                         | Naam              | Ploeg             | Tijd     |
| Winnaar                        | Hugo Sabido       | Milaneza Maia     | 1u36'47" |
| 2                              | Franco Pellizotti | Alessio-Bianchi   | +00' 08" |
| 3                              | Ondřej Sosenka    | Acqua & Sapone-CM | +00' 14" |

## Eindklassementen
| Plaats    | Naam              | Ploeg             | Tijd      |
| --------- | ----------------- | ----------------- | --------- |
| Gele trui | Ondřej Sosenka    | Acqua & Sapone-CM | 29u31'38" |
| 2         | Hugo Sabido       | Milaneza Maia     | +00' 23"  |
| 3         | Franco Pellizotti | Alessio-Bianchi   | +00' 40"  |
| 4         | Marek Rutkiewicz  | Action ATI        | +01' 01"  |
| 5         | Allan Davis       | Liberty Seguros   | +01' 44"  |
| 6         | Florent Brard     | Chocolade Jacques | +02' 22"  |
| 7         | Tomasz Brożyna    | Action ATI        | +02' 44"  |
| 8         | David Bernabéu    | Milaneza Maia     | +03' 18"  |
| 9         | Cezary Zamana     | Chocolade Jacques | +04' 17"  |
| 10        | Rui Sousa         | Milaneza Maia     | +05' 37"  |

| Plaats      | Naam              | Ploeg           | Punten |
| ----------- | ----------------- | --------------- | ------ |
| Groene trui | Allan Davis       | Liberty Seguros | 138    |
| 2           | Hugo Sabido       | Milaneza Maia   | 121    |
| 3           | Franco Pellizotti | Alessio-Bianchi | 98     |

| Plaats      | Naam               | Ploeg                 | Punten |
| ----------- | ------------------ | --------------------- | ------ |
| Paarse trui | Przemysław Niemiec | Intel-Action          | 45     |
| 2           | Marek Rutkiewicz   | Action ATI            | 24     |
| 3           | José Antonio Lopez | Illes Balears-Banesto | 18     |

| Plaats    | Naam              | Ploeg         | Punten |
| --------- | ----------------- | ------------- | ------ |
| Rode trui | Bohdan Bondarjev  | Action ATI    | 16     |
| 2         | Marcin Sapa       | Knauf-Mikomax | 9      |
| 3         | Kazimierz Stafiej | Action ATI    | 9      |

| Plaats      | Naam              | Ploeg           | Punten |
| ----------- | ----------------- | --------------- | ------ |
| Oranje trui | Allan Davis       | Liberty Seguros | 141    |
| 2           | Hugo Sabido       | Milaneza Maia   | 125    |
| 3           | Franco Pellizotti | Alessio-Bianchi | 101    |

| Plaats | Ploeg                            | Tijd      |
| ------ | -------------------------------- | --------- |
|        | Milaneza Maia                    | 88u13'16" |
| 2      | Action ATI                       | + 05' 02" |
| 3      | Chocolade Jacques Wincor-Nixdorf | + 07' 52" |

Mannen: 1928 · 
1929 · 
1930-1932 · 
1933 · 
1934-1936 · 
1937 · 
1938 · 
1939 · 
1940-1946 · 
1947 · 
1948 · 
1949 · 
1950-1951 · 
1952 · 
1953 · 
1954 · 
1955 · 
1956 · 
1957 · 
1958 · 
1959 · 
1960 · 
1961 · 
1962 · 
1963 · 
1964 · 
1965 · 
1966 · 
1967 · 
1968 · 
1969 · 
1970 · 
1971 · 
1972 · 
1973 · 
1974 · 
1975 · 
1976 · 
1977 · 
1978 · 
1979 · 
1980 · 
1981 · 
1982 · 
1983 · 
1984 · 
1985 · 
1986 · 
1987 · 
1988 · 
1989 · 
1990 · 
1991 · 
1992 · 
1993 · 
1994 · 
1995 · 
1996 · 
1997 · 
1998 · 
1999 · 
2000 · 
2001 · 
2002 · 
2003 · 
2004 · 
2005 · 
2006 · 
2007 · 
2008 · 
2009 ·
2010 ·
2011 ·
2012 ·
2013 ·
2014 ·
2015 ·
2016 ·
2017 ·
2018 ·
2019 ·
2020 · 2021 · 2022 · 2023 · 2024
Vrouwen: 1998 · 1999 · 2000 · 2001 · 2002 · 2003 · 2004 · 2005 · 2006 · 2007 · 2008 · 2009-2015 · 2016 · 2017-2023 · 2024 · 2025